# 岡田千代
岡田 千代（おかだ ちよ、1943年9月29日 - ）は、広島県出身の元女優。
血液型O型。元東映ニューフェース。

## 人物
東映京都撮影所に所属し、時代劇を中心に多数の映画やテレビドラマに出演。
『大忍術映画ワタリ』撮影時は東映の女子寮に入寮。『ワタリ』と『仮面の忍者 赤影』で共演した金子吉延も『ワタリ』撮影時に母親と共に入寮していた。
夫はお笑いタレント・俳優のゆうき哲也。娘は吉本新喜劇の佑希梨奈。

## 出演作品

### 映画
※『藪の中の黒猫』、『第三の極道』以外、東映京都撮影所配給作品
- 続隠密剣士（1964年8月1日） - 風葉
- 十兵衛暗殺剣（1964年10月14日） - 篠
- 冷飯とおさんとちゃん 第1話「冷飯」（1965年4月10日） - 志乃
- 蝶々雄二の夫婦善哉（1965年6月27日） - 真佐美
- 関東やくざ者（1965年7月10日） - 春江
- 新蛇姫様 お島千太郎（1965年9月18日） - 弓
- 隠密侍危機一発（1965年12月18日） - 腰元
- 日本大侠客（1966年3月10日） - お美代
- 女犯破戒（1966年3月13日） - 中臈
- 悪童（1966年6月12日） - 文子
- 大忍術映画ワタリ（1966年7月21日） - ツブキ
- 日本暗黒街（1966年8月26日） - 洋裁店店主
- 湖の琴（1966年11月13日） - 増子
- 怪竜大決戦（1966年12月21日） - 暮葉
- 日本暗黒史 血の抗争（1967年6月17日） - 女給
- 大奥(秘)物語 第2部（1967年7月30日） - 仲居
  - 続大奥(秘)物語（1967年11月1日） - 比丘尼
- 任侠 魚河岸の石松（1967年11月23日） - ルリ
- まぼろし黒頭巾 闇に飛ぶ影（1967年） - 多賀
- 博奕打ち 総長賭博（1968年1月14日） - 俊子
- 日本侠客伝 絶縁状（1968年2月22日） - たづ子
- 藪の中の黒猫（1968年2月24日、東宝） - 美女
- 徳川女系図（1968年5月1日） - お静
- 怪猫 呪いの沼（1968年7月12日） - 清姫
- 侠客列伝（1968年8月1日） - お徳
- いかさま博奕（1968年9月3日） - お清
- 緋牡丹博徒（1968年9月14日） - 〆奴
- 妖艶毒婦伝 般若のお百（1968年10月12日） - お時
- 大奥絵巻（1968年11月16日） - 五月
- 旅に出た極道（1969年3月20日） - 夏子
- 徳川いれずみ師 責め地獄（1969年5月3日） - 検査役
- 日本女侠伝 侠客芸者（1969年7月31日） - お浜
- 賞金稼ぎ（1969年8月13日） - 利根
- 江戸川乱歩全集 恐怖奇形人間（1969年10月19日） - 事務員
- 関東テキヤ一家（1969年11月18日） - 時枝弓子
- 日本侠客伝 昇り龍（1970年12月3日）
- 日本暴力団 殺しの盃（1972年5月27日） - 夏代
- 着流し百人（1972年10月12日） - お新
- 第三の極道（1995年1月17日、ヒーロー） - 料亭の女将

### テレビドラマ
- 素浪人 月影兵庫（NET）
  - 第1シリーズ 第3話「白い雲が呼んでいた」（1965年） - おせい
  - 第2シリーズ 第42話「女房の尻に敷かれていた」（1967年）
- 仮面の忍者 赤影 第2話「甲賀の悪童子」 - 第12話「闇姫髪あらし」（1967年、KTV） - 闇姫
- 銭形平次 (大川橋蔵)（CX）
  - 第51話「闇に消えた女」（1967年）
  - 第64話「花婿の死」（1967年）
  - 第142話「三千両の恋」（1969年）
  - 第145話「満月の影」（1969年） - お勝
  - 第183話「影を追う女」（1969年）
  - 第221話「卑怯者」（1970年） - お辰
  - 第388話「人情大利根往来」（1973年） - お仲
- 俺は用心棒 第6話「銃声」（1967年、NET）
- 大奥（1968年、KTV） - 瀬川
- お庭番 第23、24話「暗殺」（1968年、NTV）
- 素浪人 花山大吉（1969年、NET）
  - 第10話「坊さんまるまる損をした」
  - 第30話「歴史に残る妻だった」
- 緋剣流れ星お蘭 第6話「ただでも商いよ!」（1969年、NET）
- 白頭巾参上 第14話「見知らぬ男」（1970年、ABC） - 芸妓染吉
- 大坂城の女 第7話「琉球の女使節」（1970年、CX） - 真鶴 / こと
- 五社英雄アワー 新 三匹の侍 第9話「巡礼女の唄が聞える」（1970年、CX）
- 徳川おんな絵巻 第5話「お転婆娘の御殿奉公」、第6話「お初の仇討ち」（1970年、KTV） - 楓
- 忍法かげろう斬り 第12話「闇に消えた殿様」（1972年、CX）
- 二人の素浪人 第2話「死を賭けた姉弟」（1972年、CX）
- 隼人が来る 第7話「謎のお浜御殿」（1972年、CX）
- 遠山の金さん捕物帳 第133話「いかさまに命を賭けた男」（1973年、NET）
- いただき勘兵衛 旅を行く（1973年、NET）
- ナショナル劇場（TBS）
  - 江戸を斬る 梓右近隠密帳 第1シリーズ 第21話「凧々あがれ」（1974年） - 患者
  - 水戸黄門
    - 第3部 第16話「陰謀の罠」（1974年） - お方様
    - 第26部 第6話「瞼に見えたお母ちゃん」（1998年） - 清涼院
    - 第29部 第18話「渡る世間に鬼はなし」（2001年） - 造り酒屋の女将
    - 第30部（2002年）
      - 第7話「津軽と南部 両藩公に物申す!」 - 婆や
      - 第13話「黄門様は名鑑定士!」 - 内藤の奥方

    - 第33部 第4話「父のこころ 娘知らず」（2004年） - 婆や
    - 第34部 第15話「姑から逃げた嫁の秘密」（2005年）
    - 第38部 第4話「人形一座に春が来た」（2008年）
    - 第40部 第3話「会津剣士、男の生きざま!」（2009年）

  - 南町奉行事件帖 怒れ!求馬I 第2話「大奥に駒が飛ぶ」（1997年） - 鳴尾
- 金曜エンタテインメント（CX）
  - 山村美紗サスペンス
    - 京都一条戻り橋殺人事件（1996年）
    - 京都祇園八坂をどり殺人事件（1997年）

  - 赤い霊柩車シリーズ 第18作「危険な落とし穴」（2003年）
- 難波金融伝ミナミの帝王特別編「密約」（1996年、YTV）
- 月曜ドラマスペシャル→月曜ゴールデン（TBS）
  - 一色京太郎事件ノート 第5作「京都花街連続殺人事件」（1997年） - 松原トメ
  - 漬けモノ学者・竹之内春彦 京都殺人100選（2012年） - 近所の主婦
  - 京都殺人授業（2013年）
- ドラマ家族模様 / バブル 第10話「上がれば下がる」（2001年、NHK）
- 京都迷宮案内 第3シリーズ 第17話「哀しき社長夫人! 偽りの幸福に縛られた女」（2001年、ANB）
- 女と愛とミステリー→水曜ミステリー9（TX）
  - 山村美紗サスペンス
    - 第3作「京都新婚旅行殺人事件」（2002年） - 葛城真理の母
    - 第5作「京都離婚旅行殺人事件」（2003年） - 中村亜美の母

  - 名犬フーバーの事件簿（2008年） - 隣人
- 土曜ワイド劇場（ANB→EX）
  - 狩矢父娘シリーズ
    - 第4作「京都祇園殺人事件」（2003年） - 水島信子
    - 第13作「京都・嵯峨野トロッコ列車殺人事件」（2011年） - 戸辺さき

  - 温泉若おかみの殺人推理 第13作「私は殺された! 三回忌に死者からの遺言状」（2003年） - 日本舞踊の講師
- ドラマ30 / ショコラ 第19、20話（2003年、TBS）
- 終戦60周年特別ドラマ 二十四の瞳（2005年、NTV）
- 土曜ドラマ / 再生の町 第1話「非情」（2009年、NHK）
- 連続テレビ小説 / カーネーション 第27、29話「私を見て」（2011年、NHK）
- 逃亡者 おりん2 最終話「最後ノ刺客「酉兜幽玄 TORIKABUTO YUUGEN」」（2012年、TX） - 加恵